# Lambárhnúkur
Lambárhnúkur är en bergstopp i republiken Island. Den ligger i regionen Norðurland eystra, 220 km nordost om huvudstaden Reykjavík. Toppen på Lambárhnúkur är 1 311 meter över havet.
Trakten runt Lambárhnúkur är nära nog obefolkad, med mindre än två invånare per kvadratkilometer. Det finns inga samhällen i närheten. Trakten runt Lambárhnúkur består i huvudsak av gräsmarker.